# Katrin Rohde

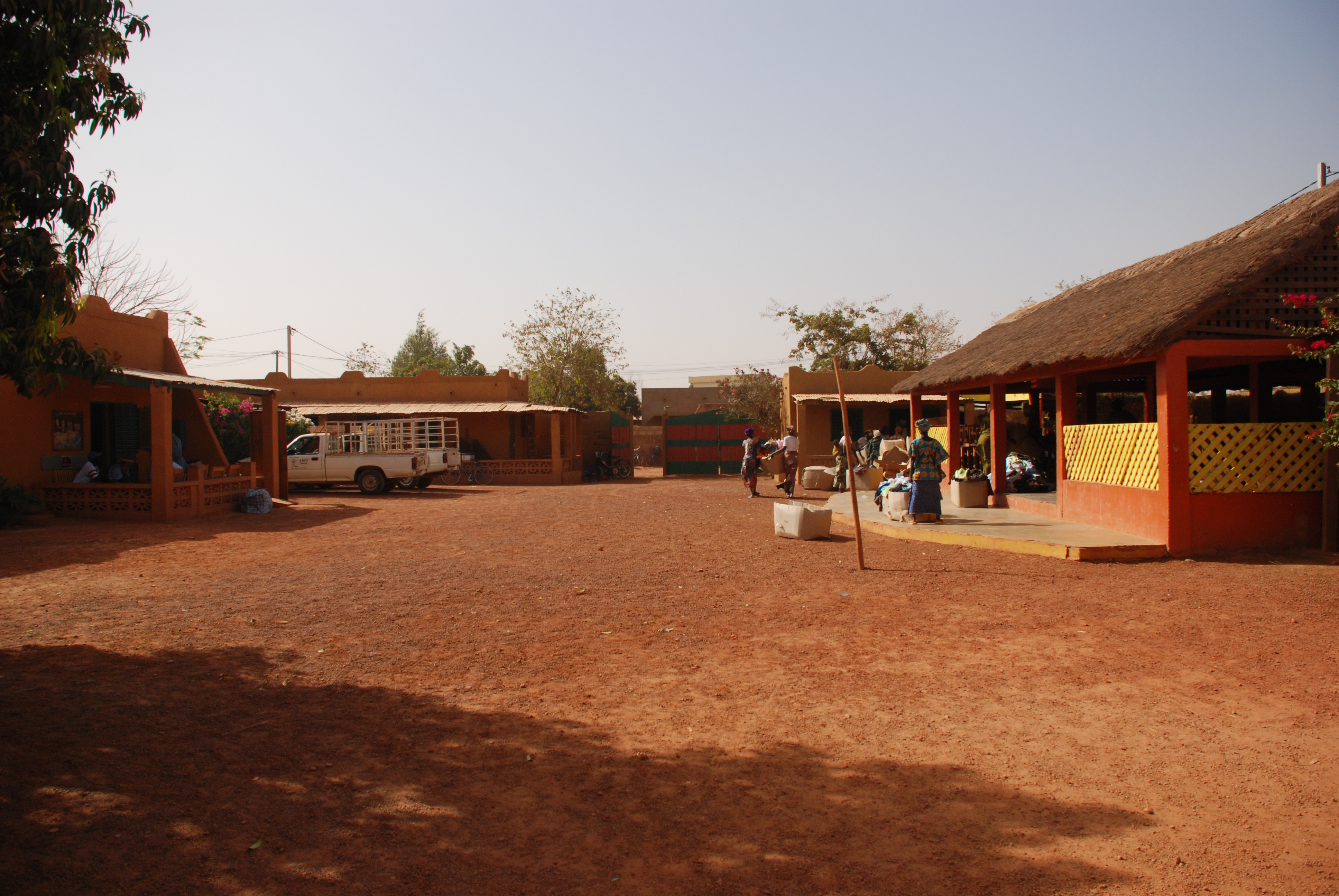
AMPO uvnitř

Katrin Rohde (* 4. června 1948, Hamburk) je zakladatelkou sirotčince v Ouagadougou, Burkina Faso.

## Život
Ve svých 24 letech otevřela své první knihkupectví. Angažovala se pro africké azylanty ve Schleswig-Holstein, roku 1988 poprvé vycestovala do Burkiny Faso a těžce na této cestě onemocněla. Postaral se o ni jistý celník se svou rodinou a ona z vděčnosti uspořádala v Německu sbírku na vybudování školy v jeho africké vesnici. Proto se od té doby do Burkina Faso stále vracela.
Roku 1995 prodala Katrin Rohde obě svá knihkupectví v Plönu a Preetzu a přestěhovala se do Ouagadougou, kde se zpočátku starala o několik dětí z ulice ve svém domě. Roku 1996 založila svůj první tábor pro opuštěné děti (sirotčinec) a nazvala ho AMPO - Association Managré Nooma pour la Protection des Orphelins (Organizace Managré Nooma – dobro se nikdy neztratí – na ochranu opuštěných). V Německu zakládá spolek Sahel k financování AMPO.
AMPO projekty zahrnují v současné době krom tábora pro dívky a tábora pro kluky s kapacitou 100 dětí ještě mnoho dalších projektů. Je to například dílna zdravotně postižených, dva domovy pro ženy a dívky, projekt kluci ulice, ošetřovatelská stanice se zubařským křeslem, poradenské centrum pro ženy a dívky a od roku 2005 také zemědělská škola s internátem pro 100 žáků. Katrin Rohde organizuje také produkci šesti krátkých filmů o dopravní výchově, které jsou od roku 2001 pravidelně vysílány státní stanicí RTB.
Katrin Rohde přestoupila na islám, je vdaná za muže z Burkiny Faso a má dospělého syna. Roku 2001 byla za svoji práci v Burkina Faso vyznamenána státním oceněním – Německým křížem za zásluhy (Bundesverdienstkreuz am Bande) a roku 2005 byla v rámci 1000 žen za Nobelovu cenu míru 2005 (1000 Frauen für den Friedensnobelpreis 2005) nominovaná na Nobelovu cenu míru.

## Publikace
- Mama Tenga – Mein afrikanisches Leben. Kiepenheuer & Witsch, Köln 2002, ISBN 3-462-03141-4.
- Das drittärmste Land ist ein religiöses Paradies, erschienen 2006 in diversen Zeitungen des Schleswig-Holsteinischen Zeitungsverlags.